# Palpares falcatus
Palpares falcatus is een insect uit de familie van de mierenleeuwen (Myrmeleontidae), die tot de orde netvleugeligen (Neuroptera) behoort. 
Palpares falcatus is voor het eerst wetenschappelijk beschreven door McLachlan in 1867.